# Carex semihyalofructa
Carex semihyalofructa är en halvgräsart som beskrevs av Tak.Shimizu. Carex semihyalofructa ingår i släktet starrar, och familjen halvgräs. Inga underarter finns listade i Catalogue of Life.